# Sensenschmied
Sensenschmiede sind Handwerker, die sich auf die Herstellung von Sensen, Sicheln und Strohmessern spezialisiert haben.

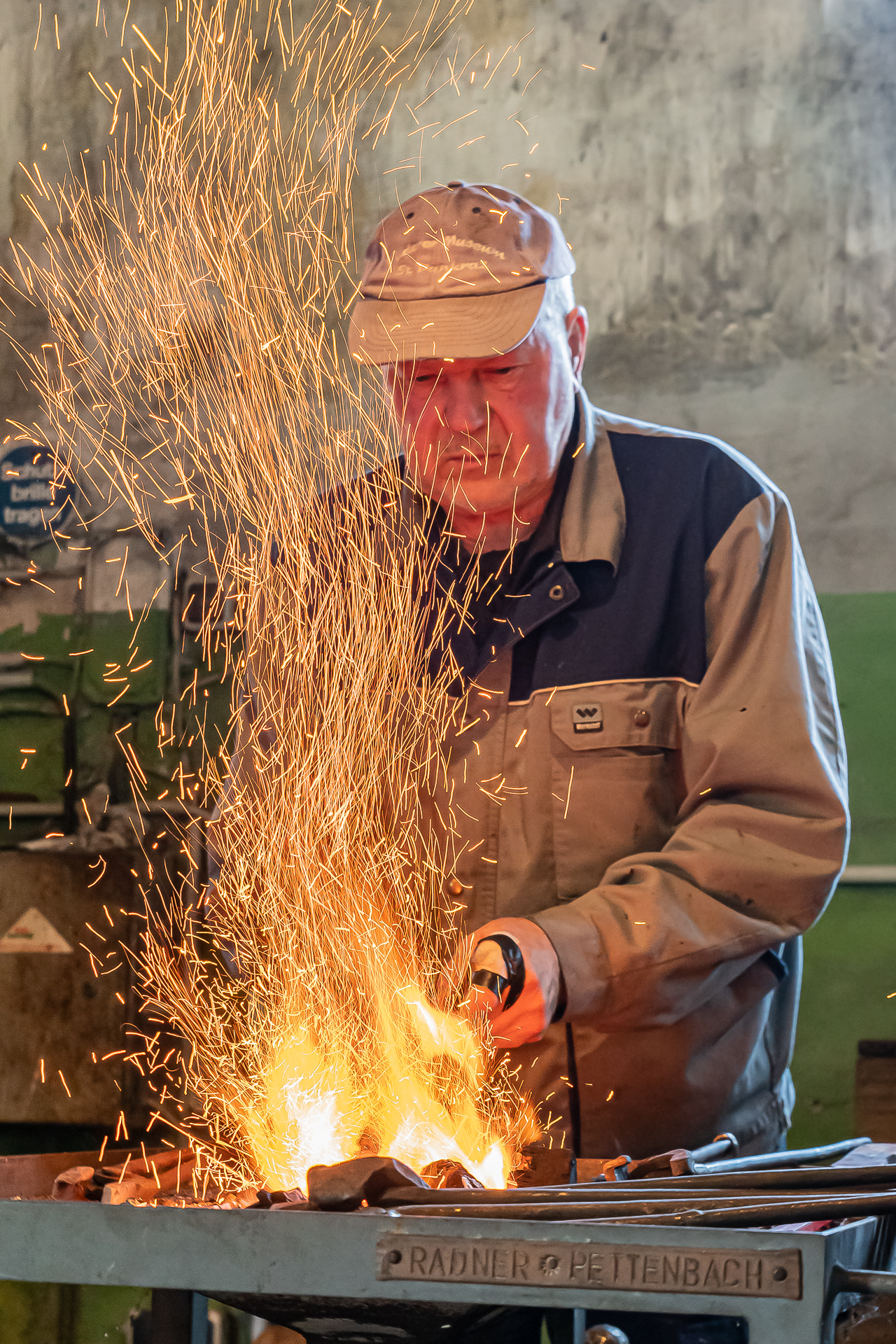
Schmiedefeuer zum Erhitzen eines Bröckls (Schmiedevorführung Geyerhammer, Scharnstein)

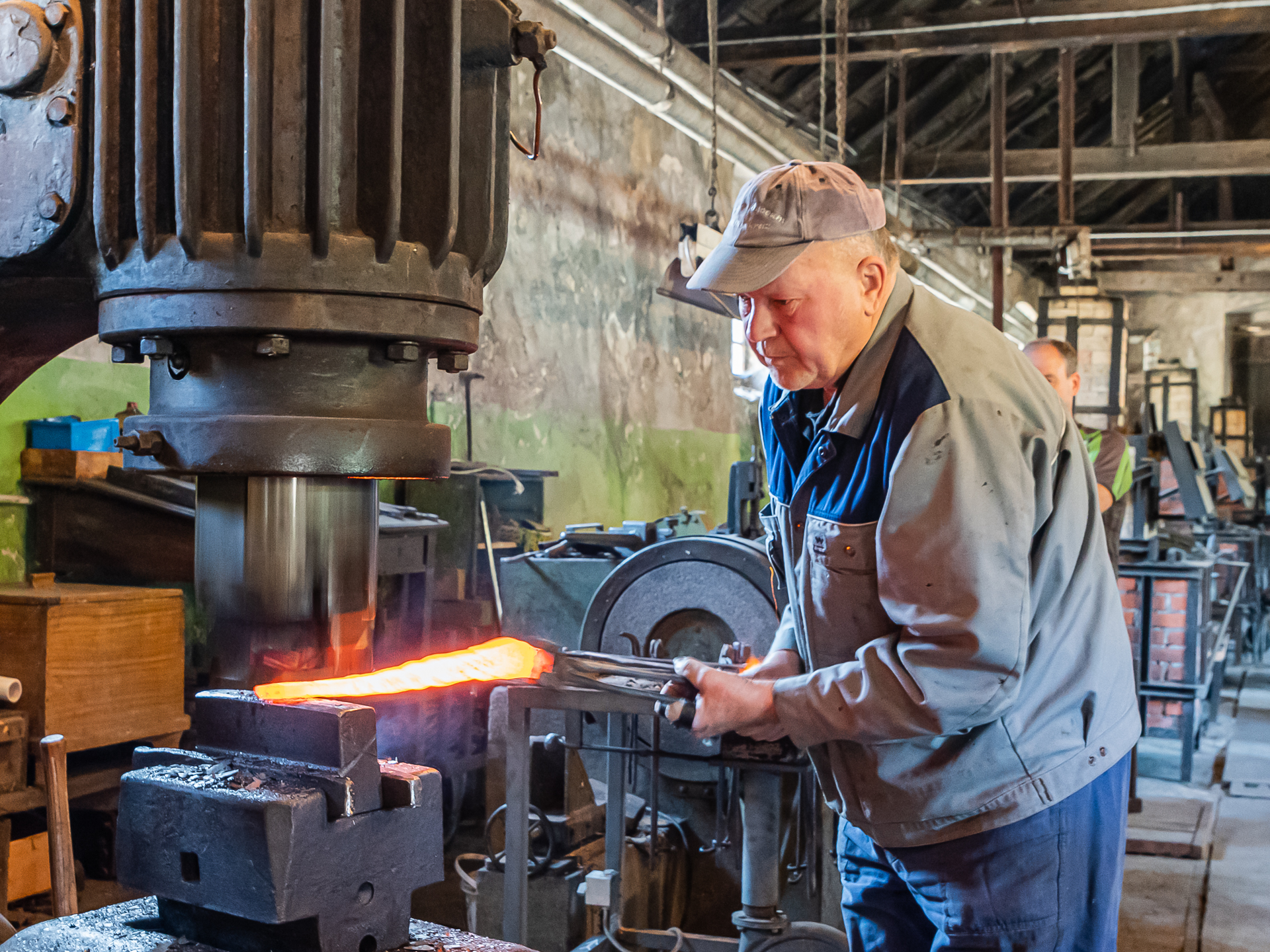
Zainen an einem Lufthammer

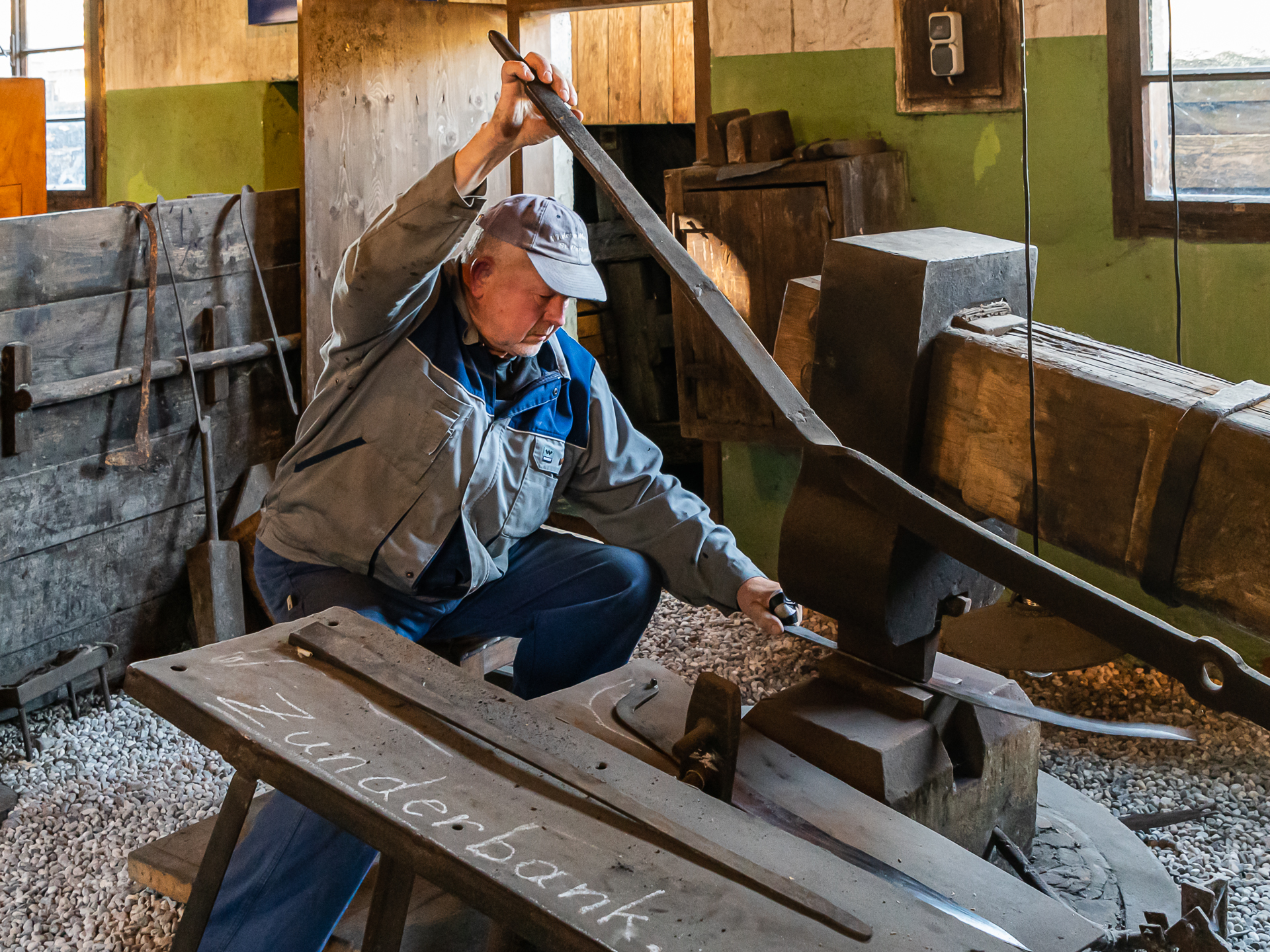
Breiten am Schwanzhammer

## Geschichte
Ihren Ursprung hatten Sensenschmiede als Spezialisierung von Eisen- und Grobschmieden. Sie verarbeiteten Knüttel, ein Halbzeug aus den Zainschmieden, zu ihren Fabrikaten. In ganz Europa gefragt und berühmt waren die blauen Sensen aus Oberösterreich und der Steiermark sowie die weißen Sensen aus dem Bergischen Land (Solingen) und dem märkischen Sauerland (Enneperstraße bei Hagen), die sich durch ihre Schmiedetechniken unterschieden.
In den Bauernkriegen des 16. Jh. spielten Sensen auf langen Stangen eine wichtige Rolle als Waffen (dabei waren deren „Hamm“ bloß gerade gerichtet worden). Schmiede wurden in Österreich zeitweise mit dem Tode bestraft, wenn sie Sensen zu Waffen umschmiedeten. In der ersten Hälfte des 20. Jahrhunderts spezialisierten sich die Sensenschmiede .  Ein Recker etwa spezialisierte sich auf das Recken , bei dem der Bröckel durch einen Reckhammer ( einem Schwanzhammer oder später Fallhammer ) in die Länge geschmiedet also gereckt  wurde. Dabei musste er den sogenannten Wendeschlag anwenden , bei dem er den Bröckel drehte . Dass war für weitere Arbeitsschritte notwendig.  Der Breiter etwa benutzte einen Breitehammer . Das breiten erfolgte in drei sogenannten Hitzen . Bedeutet : Der Nach dem Recken als Zain bezeichnete Stahl musste zweimal erwärmt werden . Dann gab es noch unzählige weitere Spezialisierungen. Der Schleifer etwa war nicht gleich Schleifer.  Man unterschied zwischen Anschleifer, der die Unterseite der sense schliff,  und dem scharfschleifer , der  die Oberseite schliff.  Der Sensenschmied in seiner ursprünglichen Form gab es also ab der ersten Hälfte des 20. Jahrhunderts nicht mehr.  ( Es gab noch weitere Spezialisierungen , etwa der Polierer , der Vorrichter , der Nachrichter der die Qualitätskontrolle durchführte , Den Hammeschmied , der die Hamme schmiedete , den Warzenmacher , der die Warze bzw. Den Hammenknopf oder Knopf schmiedete , den Härter der nach einer Erwärmung in einem Ofen die Sensen im 50- 60 Grad warmen härteöl härtete . Das war sehr wichtig und nach dem Breiten einer der wichtigsten Arbeitsschritte,  er brauchte dafür auch einen dunklen Raum , denn er musste anhand der Gluhfarben erkennen wann er die sense härten musste . Dann gab es noch andere Spezialisierungen) . Ein Junge konnte ab 13 oder 14 Jahren in den Sensenhammer . Er begann als Wärmer auch Ofen oder Wärmejunge genannt . Dieser sorgte für den kohlennachschub bzw. beheizte den Ofen und reichte dem spezialisierten   jeweiligen Schmied ( etwa Recker )  die sensenrohlinge an . Später konnte er sich zu den gerade genannte Spezialisierten Sensenmachern bzw. Schmieden weiter ausbilden lassen . Es waren bis zu 32 Arbeitsschritte nötig um eine Sense herzustellen. Der Breiter erhielt den höchsten Lohn im Sensenhammer . 

## Erhaltene Sensenschmieden
Museal erhalten sind:
- das Sensenwerk Deutschfeistritz in der Steiermark mit vollständig erhaltener Fluderanlage und fünf funktionsfähigen großen Wasserrädern,[1]
- das OÖ. Sensenschmiedemuseum auf dem Gelände der ehemaligen Sensenschmiede am Gries in Micheldorf in Oberösterreich,
- die ehemalige Sensenschmiede Zeilinger in Himmelberg (Kärnten)[2].